# Xeropicta derbentina
Hélicelle des Balkans
Espèce
Xeropicta derbentina, l’Hélicelle des Balkans, est une espèce de gastéropodes de la famille des Geomitridae.

## Description
Selon l'étude réalisée par le malacologiste italien Willy de Mattia (d) en 2007, les spécimens de Xeropicta derbentina collectés en Italie et en Croatie présentaient une coquille d'un diamètre compris entre 9,5 et 15,9 mm et une hauteur de 5,5 à 10,9 mm. La coquille de Xeropicta derbentina est uniformément blanche à blanc jaunâtre clair et ne présente aucune tâche ou rayure.

## Répartition
Dans son étude de 2007, de Mattia indique que la répartition de Xeropicta derbentina n'est pas clairement définie et ce en l'absence de données anatomiques. Toutefois, reprenant les données fournies par la littérature, il indique que cette espèce serait présente dans le Caucase, en Crimée, en Croatie, en France, en Italie, au Monténégro, en Roumanie, en Turquie et en Ukraine et dont la présence est suspectée en Albanie et en Libye.

## Systématique
Le nom valide complet (avec auteur) de ce taxon est Xeropicta derbentina (Krynicki, 1836),.
L'espèce a été initialement classée dans le genre Helix sous le protonyme Helix derbentina Krynicki, 1836.
Ce taxon porte en français le nom vernaculaire ou normalisé suivant : Hélicelle des Balkans.

### Synonymes
Xeropicta derbentina a pour synonymes :
- Helicella (Xeropicta) derbentina (Krynicki, 1836)
- Helicella derbentina (Krynicki, 1836)
- Helix (Xerophila) derbentina (Krynicki, 1836)
- Helix derbentina Krynicki, 1836
- Helix gyroides L. Pfeiffer, 1871

### Publication originale
- (la) Ioanne Krynicki, « Helices proprie dictae hucusque in limitibus Imperii Rossici observatae », Bulletin de la Société Impériale des Naturalistes de Moscou, Moscou, vol. 9,‎ 1836, p. 145-214 (ISSN 0007-7682, lire en ligne).